# Чиє тіло?
«Чиє тіло?» — детективний роман Дороті Л. Сейєрс, написаний 1923 року. Це був її дебютний роман, і книга, в якій вона представила персонажа лорда Пітер Уімзі.

## Сюжет
Архітектор Тіпс знаходить знаходить у ванній кімнаті своєї лондонської квартири мертве тіло, на якому було лише пенсне. Лорд Пітер Уімзі — аристократ, який нещодавно зацікавився кримінальними розслідуваннями як хобі, - вирішує розслідувати справу приватно. Офіційне розслідування веде інспектор Сагг, який припускає, що тіло може належати відомому фінансисту серу Рубену Леві, який зник зі своєї спальні за загадкових обставин напередодні ввечері. Зникненням сера Рубена займається інспектор Чарльз Паркер, друг Уімзі. Хоча тіло у ванні зовні нагадує тіло сера Рубена, швидко стає зрозуміло, що це не він, і виявляється, що ці справи можуть бути не пов'язані між собою.Уімзі приєднується до Паркера в його розслідуванні.
Квартира Тіпса знаходиться поруч з навчальною лікарнею, і Уімзі розглядає можливість того, що несподівана поява тіла могла бути результатом розіграшу одного зі студентів-медиків. Однак це виключається дізнанням, наданими слідству авторитетним хірургом і неврологом сером Джуліаном Фреком, який стверджує, що в його операційній не було жодного предмета, який би пропав.

Випадкова зустріч повії з Леві в ніч його зникнення на дорозі, що веде до лікарні та будинку сера Джуліана Фрека по сусідству, дає Уімзі зачіпку, яка дозволяє йому пов'язати ці дві справи. Фреке стверджує, що Леві таємно консультував його з приводу медичної проблеми, і що він пішов приблизно о 22:00. Слуга Фреке повідомляє, що той з незрозумілих причин приймав ванну близько 3 години наступного ранку, судячи з шуму зливного бачка.
Зрештою, Уімзі з'ясовує, що Фреке заманив сера Рубена до себе додому, пообіцявши йому внутрішню фінансову інформацію, і там його вбив. Фреке таємно виніс тіло на дах, прикриваючись шумом зливного бачка, відніс його в лікарню і підмінив тілом жебрака, яке пожертвував для розтину місцевий робітничий дім. Потім він відвідав будинок сера Рубена, щоб інсценувати його зникнення, повернувся, переніс тіло жебрака через пласкі дахи сусідніх будинків і поклав його у ванну Тіпса, проникнувши через вікно у ванній кімнаті, яке залишили відчиненим. Жартома він додав до тіла пару пенсне, які випадково опинилися в його розпорядженні. Повернувшись до лікарні, він підготував тіло сера Рубена до розтину, а наступного дня віддав його студентам-медикам.

Фреке безуспішно намагається вбити і Паркера, і Уімзі. Коли стає зрозуміло, що його дії викрито, він готує письмове зізнання у своєму давньому бажанні помститися: багато років тому він сподівався одружитися з жінкою, яка згодом стала леді Леві, але вона віддала перевагу серу Рубену, а не йому. Він також хотів обґрунтувати власну теорію розуму, згідно з якою совість, почуття відповідальності тощо є лише "поверхневими симптомами", що виникають внаслідок фізичного подразнення або пошкодження тканин мозку. Коли він завершує зізнання, приїжджає поліція, щоб заарештувати його, якраз вчасно, щоб запобігти самогубству.

## Літературне значення і критика
У своєму огляді кримінальних романів (переглянуте видання 1989 року) американські письменники Барзун і Тейлор називають  Чиє тіло? «приголомшливим першим романом, який розкрив появу нової зірки на небосхилі, причому однієї з перших величин. Епізод з волоцюгою у ванні, характер (і ім'я) сера Джуліана Фрека, відкриття і можливості Пітера Уімзі - так багато ознак генія, який ось-ось спалахне. Тільки Пітер страждає від надмірної безглуздості, що є недоліком періоду, який Сайєрс незабаром викреслила з пам'яті».
A. Н. Вілсон, пишучи в 1993 році, зазначав, що "видавець змусив [Сайєрс] пом'якшити історію, але сюжет залежить від лорда Пітера, який виявився достатньо розумним, щоб помітити, що тіло, необрізане, не належить єврею". У тексті 1923 року Паркер каже, що тіло у ванні не могло належати серу Рубену Леві, тому що "сер Рубен - благочестивий єврей від благочестивих батьків, а хлопець у ванні, очевидно, таким не є..." Пізніші версії замінили це на "Але насправді чоловік у ванні не більше сер Рубен Леві, ніж Адольф Бек, бідолаха, був Джоном Смітом".
У своєму вступі до перевидання видавництва Hodder & Stoughton 2016 року Лаура Вілсон зазначає, що Уімзі, задуманий як карикатура на обдарованого сищика-аматора, чимось завдячує П. Г. Вудгаузу, чий Берті Вустер вперше з'явився на світ кількома роками раніше. Про Уімзі Сайєрс говорила:«У той час я була у скруті, і мені було приємно витрачати на нього свої кошти. Коли я була незадоволена своєю єдиною необставленою кімнатою, я зняла для нього розкішну квартиру на Пікаділлі... Я можу щиро порекомендувати цей недорогий спосіб облаштування всім, хто незадоволений своїми доходами».

У своєму огляді класичного кримінального жанру 2017 року Мартін Едвардс зазначає, що лорд Пітер Уімзі розпочав своє життя як фантастичний персонаж, створений "як свідомий акт втечі молодого письменника, якому не вистачало грошей і який переживав один неприємний любовний зв'язок за іншим".